# Carlo Wiechmann
Carl „Carlo“ Wiechmann (* 5. März 1886 in Stettin; † 27. Mai 1967 in Osnabrück) war ein deutscher Jurist in der Zeit des Nationalsozialismus und in der Bundesrepublik Deutschland.

## Leben
Wiechmann war ab 1912 im preußischen Justizdienst tätig. 1930 wurde er Generalstaatsanwalt am Kammergericht Berlin und von 1933 bis 1945 war er dort Senatspräsident. Nach dem Krieg wurde er von  1948 bis 1950 Senatspräsident am Oberlandesgericht Celle. Am 7. Oktober 1950 wurde er Oberbundesanwalt und hatte dieses Amt bis zum 31. März 1956 inne.
Er wohnte in Berlin-Schmargendorf, Karlsbader Straße 15.

## Ehrungen
- 1956: Großes Verdienstkreuz mit Stern der Bundesrepublik Deutschland

## Veröffentlichungen
- Die Über- und Doppelversicherung: nach dem Reichsgesetz über den Versicherungsvertrag vom 30. Mai 1908. Göttingen 1908, OCLC 848819459.